# Missionarie di Gesù, Maria e Giuseppe
Le Missionarie di Gesù, Maria e Giuseppe (in spagnolo Misioneras de Jesús, María y José; sigla M.J.M.J.) sono un istituto religioso femminile di diritto pontificio.

## Storia
Le origini della congregazione risalgono all'opera avviata a Saragozza da María Pilar Izquierdo Albero: nel 1939 si trasferì a Madrid per fondare una comunità al servizio dei poveri ma, poiché la Izquierdo era da alcuni ritenuta un'esaltata, l'arcivescovo del luogo ritirò il permesso per la fondazione inizialmente accordato; la comunità si riorganizzò e fu eretta in pia unione il 2 febbraio 1942, ma nel 1944 riemersero le difficoltà degli inizi e la Izquierdo lasciò la comunità insieme con numerose compagne.
Le sei religiose rimaste a Madrid si riunirono sotto la guida della nuova superiora generale, Dolores Domingo Martín, assistita dallo scolopio Liborio Portolés, ritenuti i nuovi fondatori della congregazione.
L'istituto ricevette il pontificio decreto di lode il 26 giugno 1967.

## Attività e diffusione
Le suore si dedicano all'evangelizzazione dei poveri mediante le opere di misericordia.
Oltre che in Spagna, sono presenti in Cile, Messico, Ruanda e Stati Uniti d'America; la sede generalizia è a Madrid.
Alla fine del 2015 l'istituto contava 129 religiose in 20 case.